# جيوفاني بابيني
كان جيوفاني بابيني (9 يناير 1881 – 8 يوليو 1956) صحفيًا إيطاليًا وكاتب مقالات وروائي وكاتب قصص قصيرة وشاعرًا وناقدًا أدبيًا وفيلسوفًا. عُرف في بدايات القرن العشرين ومنتصفه بأنه شخصية أدبية مثيرة للجدل، وكان من السباقين في تأسيس البراغماتية الإيطالية والأكثر حماسًا لدعمها. حاز بابيني على التقدير بفضل أسلوب كتابته وشارك في سجالات محتدمة. انخرط في حركات طليعية مثل المستقبلية وما بعد الانحلال، وانتقل من موقف سياسي وفلسفي إلى آخر، وكان دائم السخط والاضطراب: تحول من مناهضة الإكليروسية والإلحاد إلى الكاثوليكية، وانتقل من تيقنه بالنزعة التدخلية - قبل عام 1915 - إلى النفور من الحرب. في ثلاثينيات القرن العشرين، بعد انتقاله من النزعة الفردية إلى المحافظة، أصبح في النهاية فاشيًا، في حين ظل يحتفظ بنفوره من النازية.
بصفته أحد مؤسسي دوريتي ليوناردو (1903) ولاتشيربا (1913)، فقد اعتبر الأدب «حركة» وأسبغ على كتاباته نبرة خطابية فيها شيء من الاستخفاف. رغم أنه علم نفسه بنفسه، لكنه كان محررًا وكاتبًا ذو تأثيرٍ بتمرده على التقاليد والمعتقدات، واضطلع بدور رائد في المستقبلية الإيطالية والحركات الأدبية الشبابية المبكرة. أثناء عمله في فلورنسا، شارك بنشاط في الحركات الأدبية الفلسفية والسياسية الأجنبية مثل الحدسية الفرنسية لبيرغسون والبراغماتية الإنجليزية الأمريكية لبيرس وجيمس. بدعمه لنمو الثقافة الإيطالية وتشجيع الحيوية فيها بمفهوم فردي وحالم للحياة والفن، عمل ناطقًا باسم المعتقدات الدينية الكاثوليكية الرومانية.
بدأ النجاح الأدبي لبابيني بكتاب «شفق الفلاسفة»، الذي نُشر عام 1906، وبإصداره لرواية سيرته الذاتية أن أومو فينيتو «رجل منتهٍ» عام 1913.
نظرًا لاختياراته الأيديولوجية، كاد عمل بابيني أن يُنسى بعد وفاته، لكنه خضع لاحقًا لإعادة تقييم وحاز على التقدير مجددًا: ففي عام 1975، قال عنه الكاتب الأرجنتيني خورخي لويس بورخيس بأنه مؤلفٌ «لا يستحق أن يكون منسيًا».

## بدايات حياته

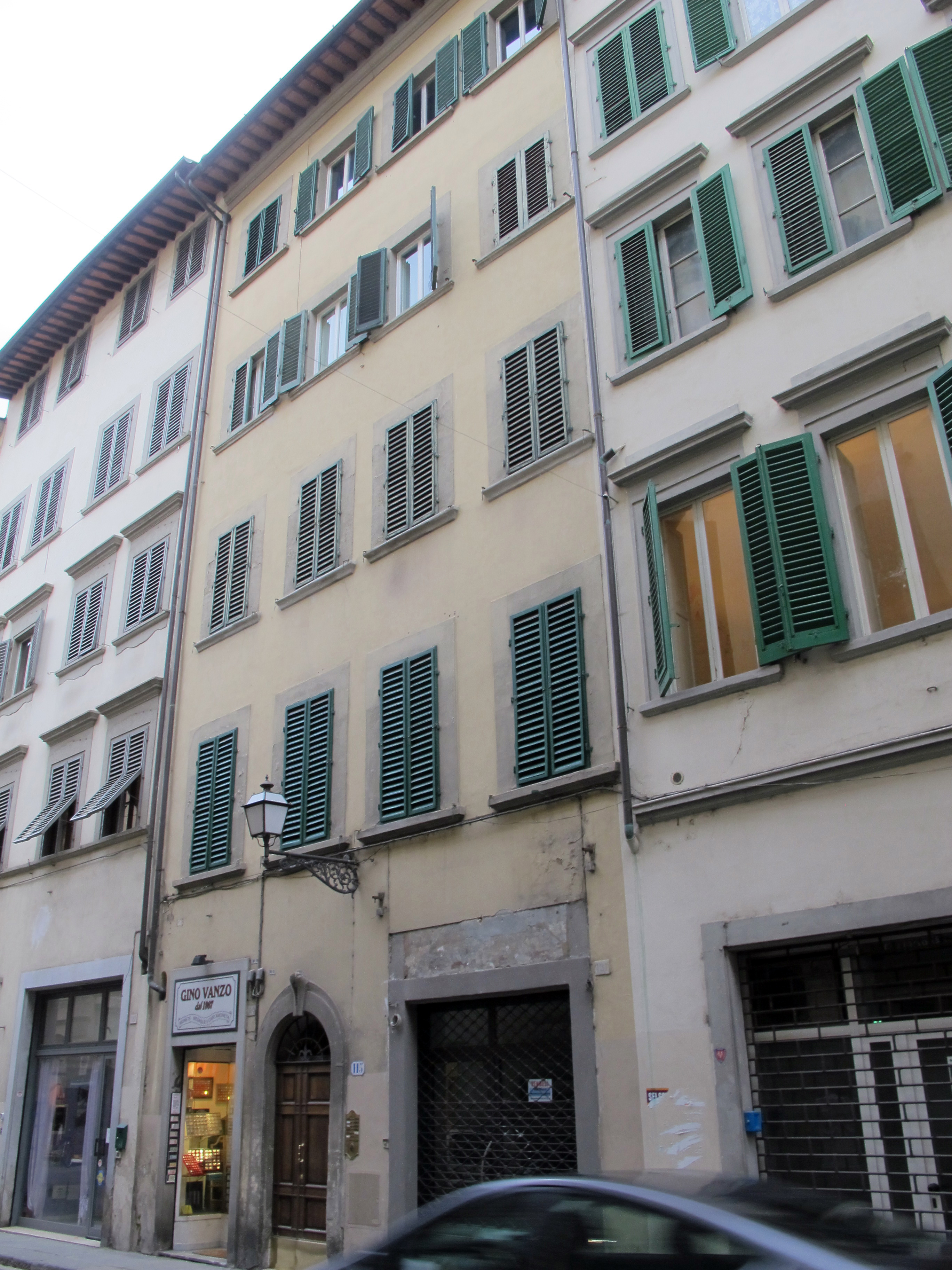
منزل جيوفاني بابيني في فلورنسا، كما وصفه إيتوري ألودولي

وُلد بابيني في فلورنسا وكان ابن تاجر أثاث متواضع (وعضو سابق في ذوي القمصان الحمر التابع لجوزيبي غاريبالدي) من بورغو ديغلي ألبيزي. عمدته والدته سرًا لتجنب لمعارضة والده العدائية تجاه الدين. تلقى تعليمه ذاتيًا بالكامل تقريبًا، ولم يحصل أبدًا على شهادة جامعية رسمية، وكانت شهادة التدريس أعلى مستوى تعليمي له. عاش بابيني طفولة ريفية منعزلة. شعر بنفور شديد من جميع المعتقدات، وتجاه جميع الكنائس، ومن أي شكل من أشكال العبودية أيضًا (التي رأى أنها مرتبطة بالدين)؛ فُتن بفكرة كتابة موسوعة تُلخَص فيها جميع الثقافات.
تلقى تدريبًا في معهد الدراسات العليا (1900 – 1902)، ودرّس لمدة عام في المدرسة الإنجليزية الإيطالية ثم عمل أمين مكتبة في متحف الأنثروبولوجيا من 1902 إلى 1904. جذبت الحياة الأدبية بابيني، الذي أسس في عام 1903 دورية إل ليوناردو التي ساهم فيها بمقالات تحت الاسم المستعار «جيان فالكو». كان من بين شركاءه جوزيبي بريتسوليني، وبورغيز، وفايلاتي، وكوستيتي، وكالديروني. قدم بابيني وشركاؤه من خلال ليوناردو مفكرين مهمين إلى إيطاليا مثل كيركيغارد، وبيرس، ونيتشه، وسانتايانا، وبوانكاريه. انضم لاحقًا إلى كادر إل رينو، دورية ذات توجه قومي بإدارة إنريكو كوراديني، الذي أسس المنظمة الوطنية الإيطالية، بهدف دعم التوسع الاستعماري لبلاده.
التقى بابيني بويليام جيمس وهنري بيرغسون، اللذان أثرا بشكل كبير على أعماله الأولى. بدأ في نشر القصص القصيرة والمقالات: «مأساة يومية» عام 1906، و«الطيار الأعمى» و«شفق الفلاسفة» عام 1907. أُعدت الأخيرة على شكل سجال مع شخصيات مختلفة ذات مكانة فكرية مرموقة، مثل إيمانويل كانت، وجورج فيلهلم فريدريش هيغل، وأوغست كونت، وهربرت سبنسر، وآرثر شوبنهاور، وفريدريك نيتشه.
أذاع بابيني موت الفلسفة وتحطم التفكير نفسه. واكب المستقبلية وغيرها من أشكال الحداثة العنيفة والمتحررة لفترة وجيزة.
تزوج بابيني بجاسينتا جيوفانولي عام 1907؛ أنجب الزوجان ابنتين، فايولا وجيوكوندا.

## قبل وأثناء الحرب العالمية الأولى
بعد مغادرته إل ليوناردو في عام 1907، أسس جيوفاني بابيني عدة دوريات أخرى. أصدر في البداية لا فوتشي عام 1908، ثم نشر لانيما مع جيوفاني أمندولا وبريتزوليني. وفي عام 1913 (قبيل دخول إيطاليا الحرب العالمية الأولى) أطلق لاتشيربا (1913 - 1915). كان بابيني أيضًا مراسلًا لدورية ميركيور دو فرانس، ثم أصبح في وقت لاحق ناقدًا أدبيًا لمجلة لا ناتسيونيه. أسس في نحو عام 1918 دورية أخرى مع أردينغو سوفيتشي، تحمل اسم إيطاليا الحقيقية.
خط قلمه كتبًا أخرى. فأظهرت («كلمات ودماء») إلحاده المتجذر. وعلاوة على ذلك، سعى بابيني إلى خلق فضيحة من خلال التكهن بأن يسوع ويوحنا الرسول كانا على علاقة مثلية. في عام 1912 نشر عمله الأكثر شهرة، رواية السيرة الذاتية أن أومو فينيتو «الفشل».

وضع بابيني نفسه من خلال مجموعته النثرية الصادرة عام 1915 صفحات شعرية (تبعها بوفوناته وماسكيليتا وسترونكاتور)، وجهًا لوجه مع جيوفاني بوكاتشيو وويليام شكسبير ويوهان فولفغانغ فون غوته، ولكن أيضًا مع معاصرين له مثل بينيديتو كروتشه وجيوفاني جنتيلي، ومع تلاميذ غابرييل دانونزيو الأقل شهرة. كتب عنه أحد النقاد:
جيوفاني بابيني [...] أحد أفضل العقول في إيطاليا اليوم. نموذج بارز لبحث الحداثة الدؤوب عن الحقيقة، وتُظهر أعماله استقلالًا منعشًا قائم على دراسته وفهمه، ولا يشبه كثيرًا ما يسمى بالاستقلال، الذي يقوم على جهل الماضي.
نشر أبياتًا شعرية في عام 1917، مجمعة تحت عنوان أوبرا بريما. أعلن بابيني في عام 1921 عن لقياه الجديدة، الكاثوليكية الرومانية، ونشر كتابه حياة المسيح، كتابٌ تُرجم إلى 23 لغة وحقق نجاحًا عالميًا.
بعد أعمال شعرية أخرى، نشر روايته الهجائية غوغ (1931) ومقال دانتي فيفو («دانتي الحي»، أو «لو كان دانتي حيًا»؛ 1933).

## الحرب العالمية الثانية والتعاون مع الفاشية
أصبح مدرسًا في جامعة بولونيا عام 1935، ومن خلال هذا التعيين أكدت السلطات الفاشية «سمعة بابيني التي لا تشوبها شائبة». في عام 1937، نشر بابيني المجلد الوحيد من كتابه تاريخ الأدب الإيطالي، والذي كرسه إلى بينيتو موسوليني: «إلى الدوتشي، صديق الشعر والشعراء»، فنال بفضله أرفع المناصب في الأوساط الأكاديمية، وخاصة في دراسة النهضة الإيطالية. في عام 1940 نُشر كتاب بابيني تاريخ الأدب الإيطالي في ألمانيا النازية بعنوان إيطاليا الخالدة: العظيمة في إمبراطوريتها الأدبية.
كان بابيني نائب رئيس رابطة الكتاب الأوروبيين، التي أسسها جوزيف غوبلز في 1941/1942. وعندما انهار النظام الفاشي عام 1943، دخل بابيني دير الفرنسيسكان في لا فيرنا، تحت اسم «فرا بونافينتورا».